# 술라웨시어군
술라웨시어군(영어: Celebic languages)은 말레이폴리네시아어파에 속하는 제안된 어군이다. 영어 이름은 술라웨시섬의 옛 이름 셀레베스(Celebes)에서 따온 것이다. 중앙술라웨시주와 동남술라웨시주에서 쓰이는 대부분의 언어는 술라웨시어군에 속한다. 워투어와 보네라테어 등 몇몇 술라웨시어군 언어는 남술라웨시주에서 쓰인다. 언어의 수로 따지면 술라웨시어군은 술라웨시에 존재하는 오스트로네시아어족 분기군 중 가장 크다. (그러나 화자 수로 따지면 그렇지 않다.)

## 내적 분류
David Mead (2003a:125)는 술라웨시어군을 다음과 같이 분류한다.
- 토미니·톨리톨리어군
- 카일리·파모나어군
- 워투월리오어군
- 동술라웨시어군 (Eastern Celebic)
  - 살루안·방가이어군
  - 남동술라웨시어군 (Southeastern Celebic)
    - 붕쿠·톨라키어군
    - 무나·부톤어군

### 오스트로네시아 기초어휘 데이터베이스 (2008)
2008년의 오스트로네시아 기초 어휘 데이터베이스의 분석은 술라웨시어군의 통일성을 완전히 지지하였다. 내부구조는 다음과 같이 결정되었다.
- 살루안방가이어군
- 동남술라웨시어군 (85% 신뢰)
  - 파모나·톨라키어군 (90%)
    - 카일리파모나어군
    - 붕쿠톨라키어군

  - 확대 무나부톤어군 (100%)
    - 투캉베시·보네라테어군: 투캉베시어 (포팔리아), 보네라테어
    - 무나·월리오어군 (75%)
      - 워투월리오어군
      - 무나부톤어군

## 음운변화
David Mead (2003a:125)는 술라웨시어군에 다음과 같은 음운변화가 일어났다고 기술한다.
1. 말레이폴리네시아조어 → 술라웨시조어
- *C1C2 > *C2 (C1는 비음이 아님)
- *h > Ø
- *d > *r
- *ay, *-ey > *e
- *-aw, *-ew > *o
- *j > *y, Ø

2. 술라웨시조어 → 동술라웨시조어
- *e (슈와) > *o
- *-iq > *eq
- *a > *o (뒤에서 세 번째 음절)

3. 동술라웨시조어 → 살루안방가이조어
- *-awa- > *oa
- *-b, *-g > *p, *k
- *q > *ʔ

4. 동술라웨시조어 → 남동술라웨시조어
- *-w- > Ø
- *s > *s, *h
- *Z > *s
- *ñ > n
- *b > *b, *w

5. 남동술라웨시조어 → 붕쿠톨라키조어
- *q > *ʔ
- *w- > *h
- *ʀ > Ø (어두 또는 *i와 인접했을 때)

6. 남동술라웨시조어 → 무나부톤조어
- *w > Ø
- 어말 자음 탈락(?)

## 같이 보기
- 남술라웨시어군

## 참고 문헌
- Fay Wouk and Malcolm Ross (ed.), The history and typology of western Austronesian voice systems. Australian National University, 2002.
- K. Alexander Adelaar and Nikolaus Himmelmann, The Austronesian languages of Asia and Madagascar. Routledge, 2005.
- Austronesian Basic Vocabulary Database. 2008.